# Anders Isaksson
Rolf Anders Isaksson, född 9 maj 1943 i Piteå, död 17 januari 2009, var en svensk journalist, författare och historiker.

## Biografi
Isaksson arbetade som politisk, facklig och ekonomisk reporter, var utrikeskorrespondent för radio och TV, skrev politiska krönikor i Dagens Industri och var knuten till Dagens Nyheters ledarsida. Han var mångfaldigt prisbelönad, bland annat med Stora journalistpriset 1987. Isaksson skrev en biografi om Per Albin Hansson i fyra delar och publicerade två böcker om välfärdsstatens kostnader och organisation. Med insikt i den socialdemokratiska delen av arbetarrörelsen var Isaksson en kritiker av vad han såg som avarter i dess maktutövning.
Anders Isaksson var gift sedan 1973 med det förutvarande departementsrådet Mona Danielsson som var chef för regeringens jämställdhetsenhet till och med maj 2000. Tillsammans har de en son.